# Nikolaos Zamanis
Nikolaos Zamanis, gr. Νικόλαος Ζαμάνης – grecki zapaśnik walczący w stylu klasycznym. Zajął 25. miejsce na mistrzostwach świata w 1994. Trzynasty w mistrzostwach Europy w 1994. Złoty medalista igrzysk śródziemnomorskich w 1993. Wicemistrz świata juniorów z 1990 roku.